# Giorgi Saakadze (film)
Giorgi Saakadze (in georgiano გიორგი სააკაძე?; in russo Георгий Саакадзе?) è un film del 1942 diretto da Michail Čiaureli.
Basato sulle gesta del controverso condottiero georgiano Giorgi Saakadze, il film interessò direttamente anche Stalin, che, mosso dalla volontà di incoraggiare il nazionalismo georgiano e la lealtà della popolazione nella guerra contro la Germania nazista, fu coinvolto nella modifica del copione. Stalin accantonò il copione dello scrittore Giorgi Leonidze ed approvò quello di Anna Antonovskaja e Boris Chenry, tratto dal libro "Il Gran Mouravi" (1942) della stessa Antonovskaja.

## Trama
Giorgi Saakadze si trasforma in eroe popolare sconfiggendo gli invasori nella Georgia lacerata del XVII secolo, depredata dai turchi e dai persiani. Dopo la vittoriosa battaglia di Tashiskari Giorgi incoraggia il re Luarsab II ad unificare la nazione divisa. Il re sposa la sorella di Saakadze, Tekle. L'invidioso principe Shadiman Baratashvili e le altre famiglie nobili non risparmiano gli sforzi per contrastare l'aspirazione di Giorgi, che trova asilo alla corte dello scià 'Abbas I. Dopo un po' di tempo passato al servizio del sovrano straniero, Saakadze guida l'esercito persiano in Georgia. Naturalmente, egli viene considerato un traditore, ma in realtà il suo piano consiste nel liberarsi dei nobili ribelli ed unificare la propria patria.

## Produzione
Il film, diviso in due parti uscite in momenti distinti, fu realizzato dalla casa di produzione cinematografica Kartuli Pilmi con sede a Tbilisi. La prima parte della pellicola fu lanciata il 14 settembre 1942, la seconda il 10 agosto 1943.

## Riconoscimenti
Per questo film il regista Michail Čiaureli, il direttore della fotografia Aleqsandre Digmelovi e gli attori Akaki Khorava, Veriko Andjaparidze e Sergo Zakariadze si aggiudicarono il Premio Stalin.